# Meganoton rubescens
Meganoton rubescens is een vlinder uit de familie van de pijlstaarten (Sphingidae). De wetenschappelijke naam van de soort werd in 1876 gepubliceerd door Arthur Gardiner Butler.

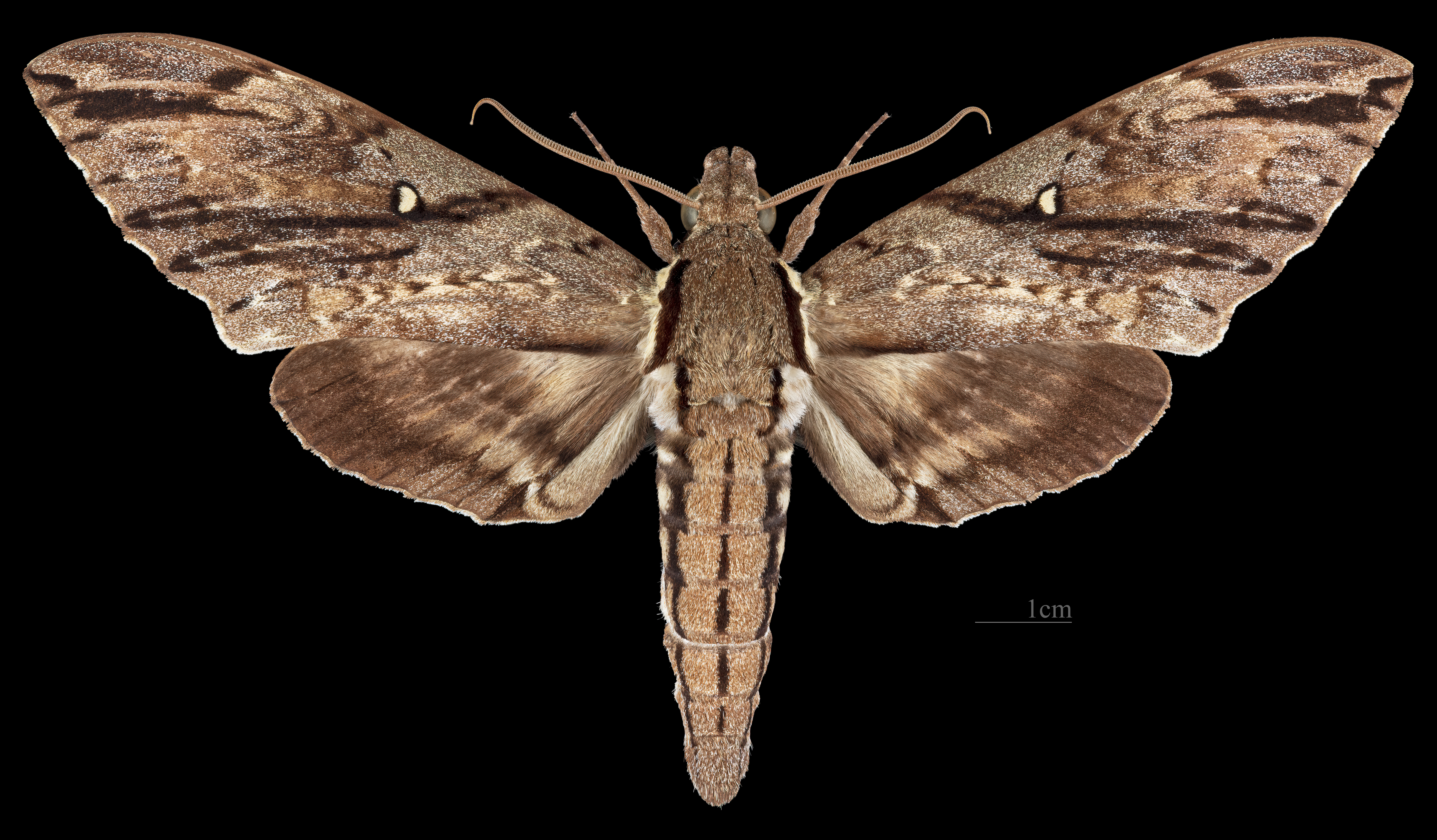
Meganoton rubescens severina♀
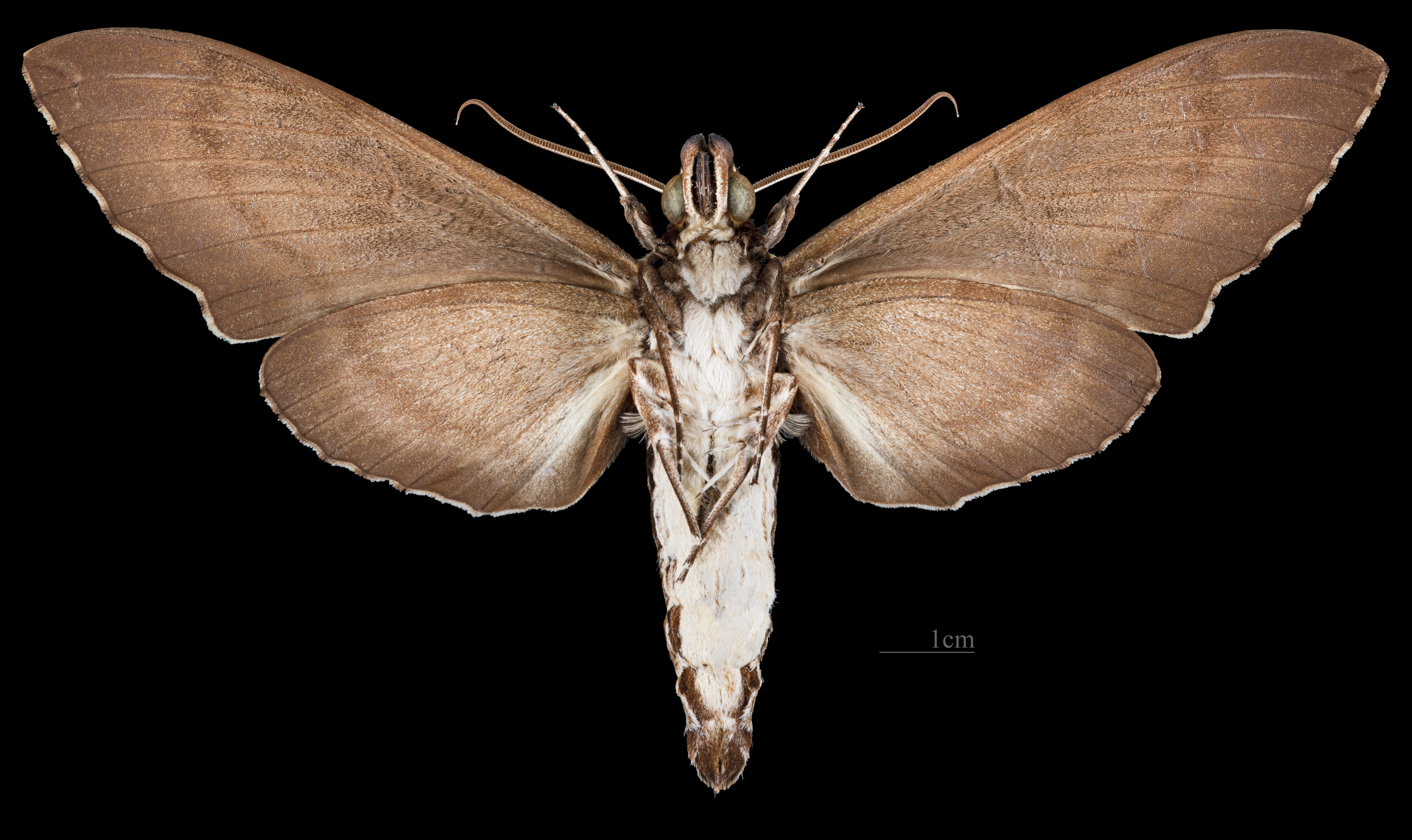
Meganoton rubescens severina♀ △
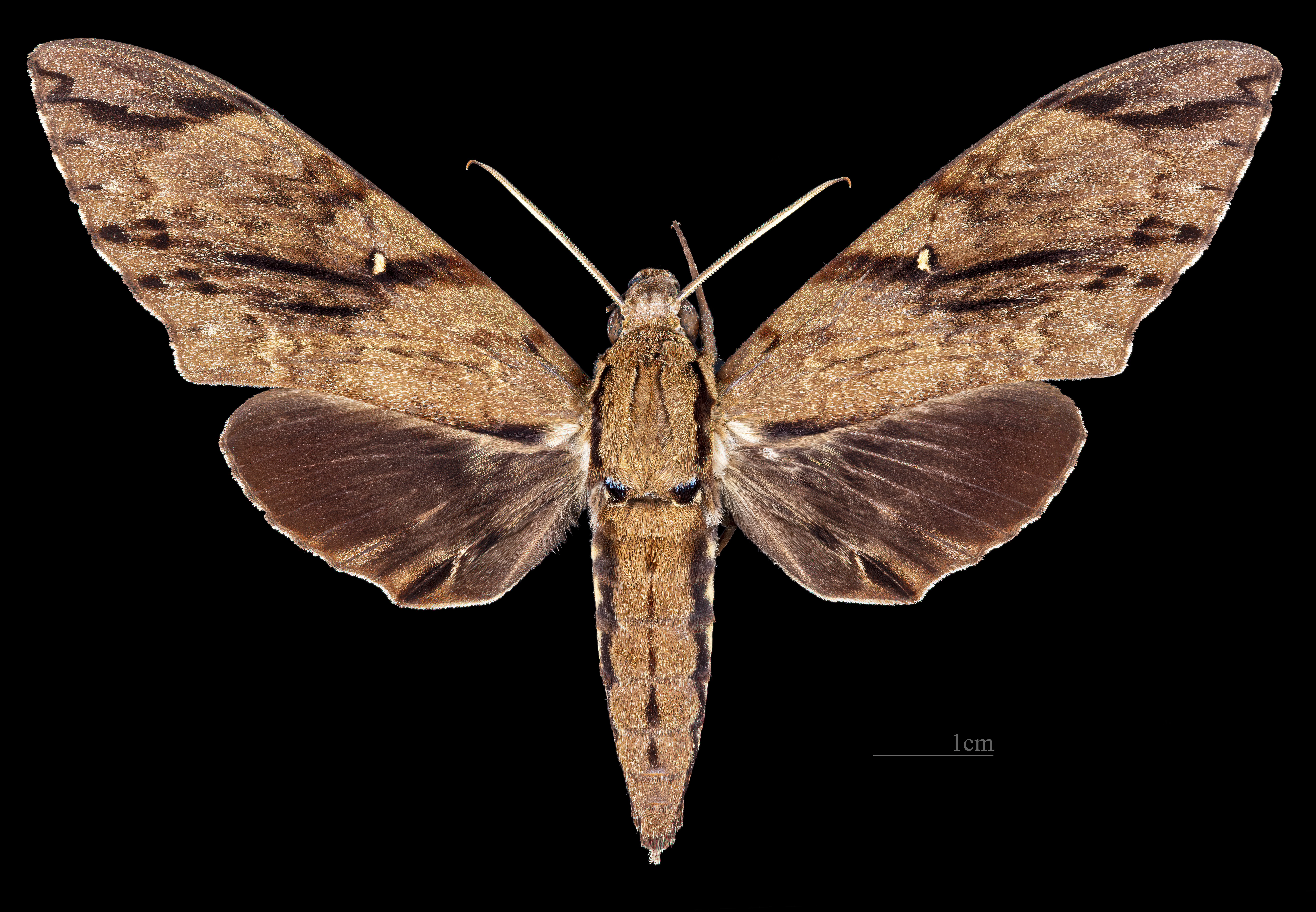
Meganoton rubescens thielei ♂
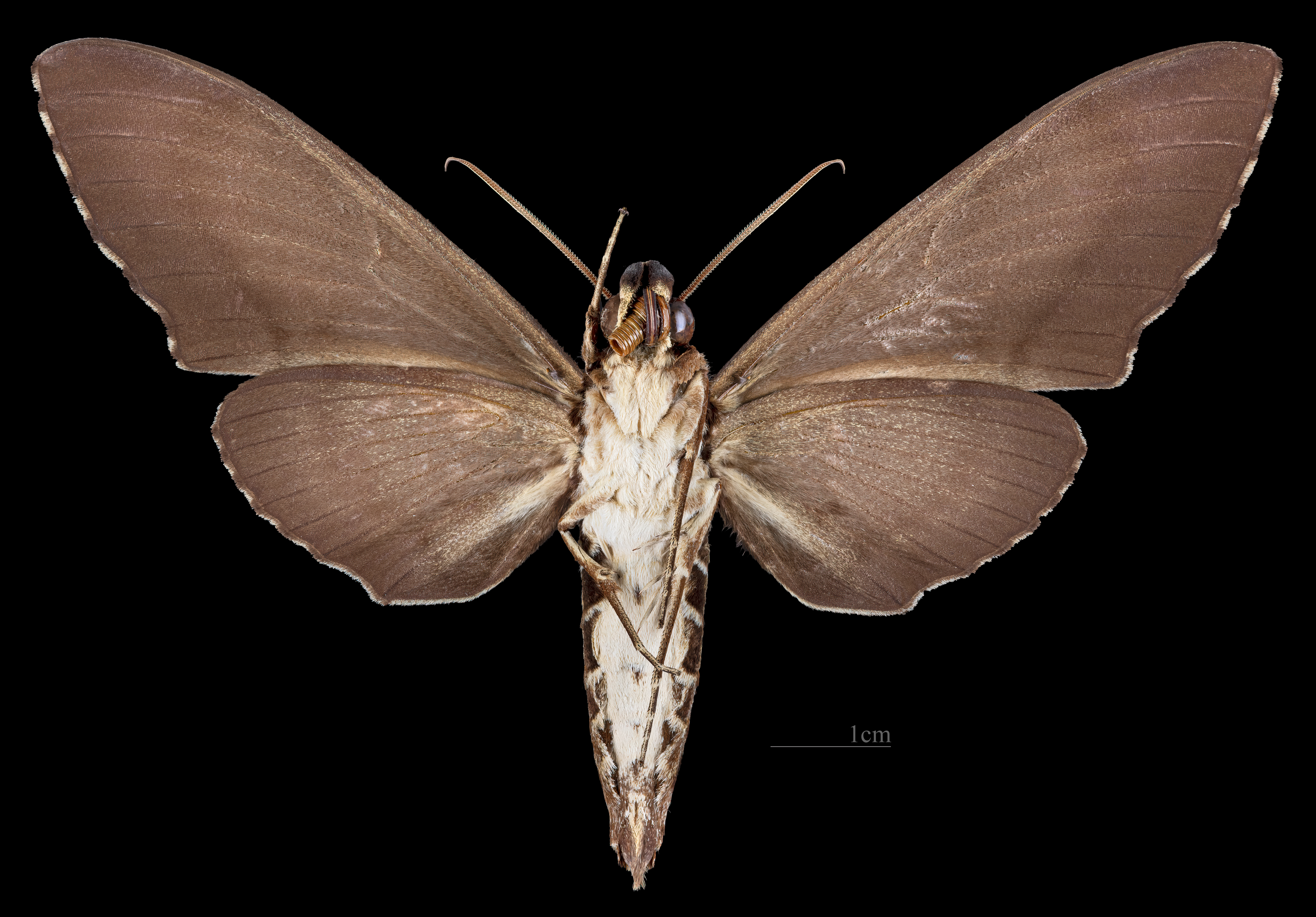
Meganoton rubescens thielei ♂   △